# ميخائيل بيترسون (سياسي)
ميخائيل بيترسون هو محامي وسياسي أمريكي، ولد في 18 سبتمبر 1941 في كانساس سيتي في الولايات المتحدة، وتوفي في 18 فبراير 2014 في كانساس سيتي في الولايات المتحدة. نشط حزبياً في الحزب الديمقراطي. وقد انتخب عضو مجلس نواب كنساس ‏.